# Plumstead

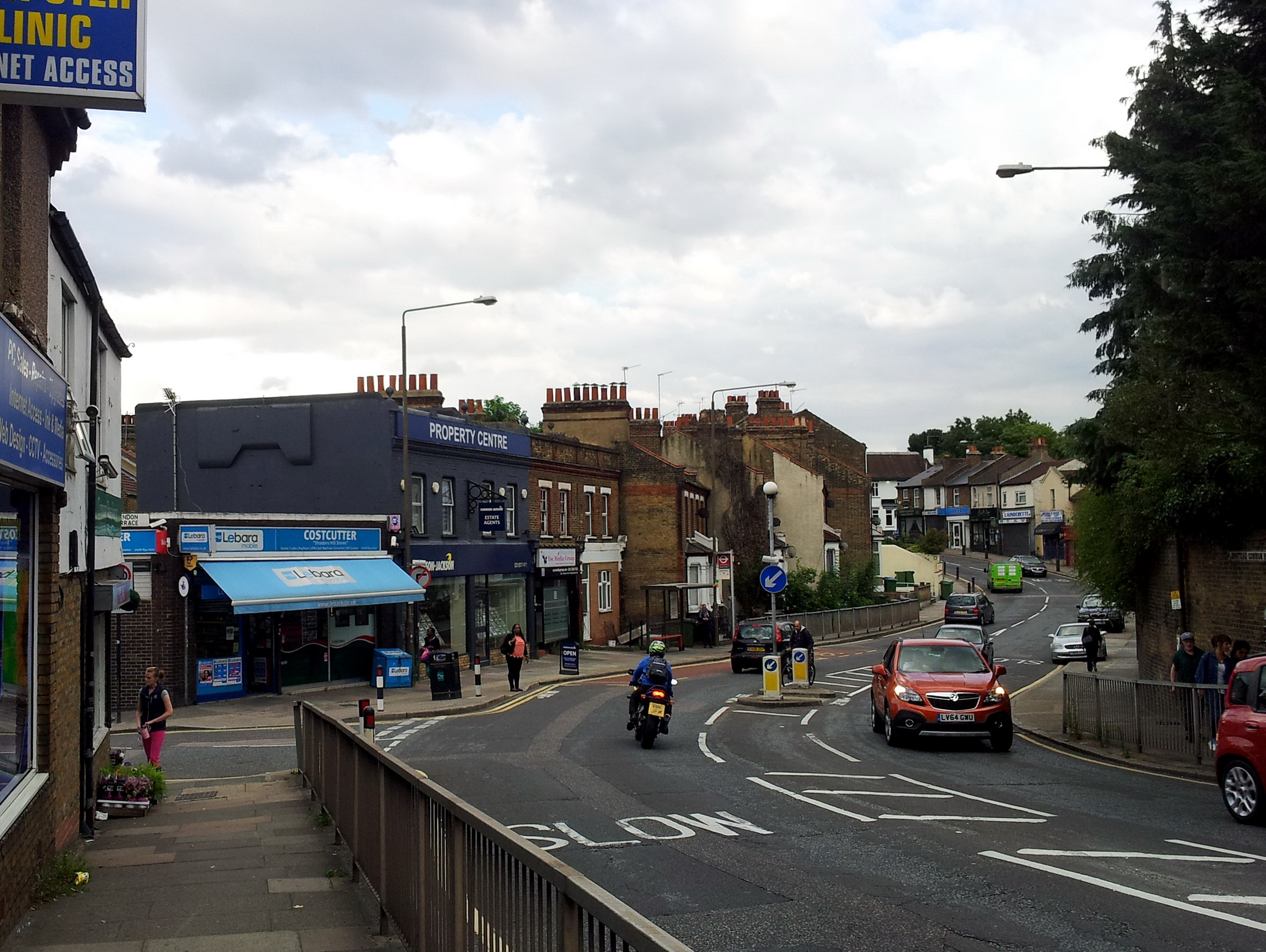

Plumstead (fondé en 960) est un quartier de l'est de Londres dans le district de Greenwich.

## Personnalité
- Margaret Dorothea Rowbotham (1883-1978), ingénieure et militante, y est née.